# Spring (Texas)
Spring statisztikai település az USA Texas államában, Harris megyében. Lakosainak száma 62 559 fő (2020. április 1.).

## Népesség
A település népességének változása:

| 2010 | 54 298 |
| 2020 | 62 559 |